# Carrie Martyn
Caroline Eliza Derecourt Martyn, född 3 maj 1867, död 23 juli 1896, ibland kallad Carrie Martyn, var en engelsk  kristen socialist och tidig fackföreningsorganisatör i Storbritannien.
Martyn föddes i Lincoln. Hon var äldsta barn till superintendent James William Martyn, som senare blev Deputy Chief Constable i Lincolnshire, och hans fru Kate Eleanor, född Hewitt. Hennes föräldrar var högkyrkliga anglikaner, och aktiva inom Storbritanniens konservativa parti. Hon utbildades vid Beaumont House School i staden, och 18 år gammal började hon arbeta som guvernant.